# Dilophosaurus wetherilli
Dilophosaurus (il cui nome significa "sauro (lucertola) dalle due creste") è un genere estinto di dinosauro teropode vissuto nel Giurassico inferiore, circa 193 milioni di anni fa (Sinemuriano), in quello che oggi è il Nord America. Il genere contiene una singola specie riconosciuta, la specie tipo D. wetherilli, conosciuta da tre scheletri scoperti nell'Arizona settentrionale nel 1940, i cui due meglio conservati furono raccolti nel 1942. L'esemplare più completo divenne inizialmente l'olotipo di una nuova specie nel genere Megalosaurus, denominata M. wetherilli da Samuel P. Welles, nel 1954. Welles trovò uno scheletro più grande appartenente alla stessa specie, nel 1964. Rendendosi conto che questo esemplare presentava delle creste ossee sul cranio, Welles assegnò la specie ad un nuovo genere, Dilophosaurus, nel 1970, come Dilophosaurus wetherilli. Il nome del genere significa "sauro dalle due creste", mentre il nome della specie, wetherilli rende omaggio a John Wetherill, un consigliere Navajo. Da allora sono stati ritrovati altri esemplari, incluso un esemplare giovane. All'animale sono state attribuite anche delle impronte, comprese tracce di un animale a riposo. Un'altra specie, D. sinensis dalla Cina, venne nominata nel 1993, ma in seguito è stata attribuita ad un proprio genere, Sinosaurus.
Con una lunghezza di circa 7 metri ed un peso di circa 400 kg, Dilophosaurus fu uno dei primi grandi dinosauri predatori e uno dei più grandi animali terrestri della sua epoca in Nord America. A confronto con altri grandi teropodi predatori, Dilophosaurus era più snello e dalla corporatura leggera, ed il cranio era proporzionalmente grande, ma delicato. Il muso era stretto e la mascella presentava tacca o depressione sotto la narice. Una delle caratteristiche distintive dell'animale, era le due grandi creste ossee longitudinali e arcuate sul cranio; la loro forma completa è sconosciuta, ma è probabile che fossero rese ancora più grandi in vita da uno strato di tessuti molli, come cheratina. La mandibola era slanciata e delicata nella parte anteriore, ma profonda nella parte posteriore. I denti erano lunghi, curvi, sottili e compressi lateralmente, e i denti della mandibola erano molto più piccoli di quelli della mascella. La maggior parte dei denti presentava dentellature sia sul bordo anteriore che su quello posteriore. Il collo era lungo e le sue vertebre erano cave e molto leggere. Le braccia erano potenti, con un osso del braccio lungo e snello. Le mani dell'animale presentavano quattro dita; la prima era corta ma forte e presentava un grande artiglio, le due dita successive erano più lunghe e sottili con artigli più piccoli; il quarto dito era vestigiale. Il femore era massiccio, i piedi erano robusti e provvisti di grandi artigli.
Dilophosaurus è stato a lungo considerato un membro della famiglia Dilophosauridae insieme a Dracovenator, un gruppo posto tra i Coelophysidae e i teropodi successivi, ma alcuni ricercatori non hanno trovato supporto per questo raggruppamento. Dilophosaurus sarebbe stato un predatore attivo e bipede e potrebbe aver cacciato animali di grandi dimensioni; potrebbe anche essersi nutrito di animali e pesci più piccoli. A causa del limitato raggio di movimento e della brevità degli arti anteriori, le fauci sarebbero state le sue primarie armi contro la preda. La funzione delle creste è ancora sconosciuta; erano troppo deboli per essere usate in combattimento, ma potrebbero esserlo state nella comunicazione visiva, il riconoscimento delle specie e la selezione sessuale. Si pensa che questi animali crescessero rapidamente, raggiungendo un tasso di crescita da 30 a 35 kg all'anno all'inizio della loro vita. L'esemplare olotipico presentava molteplici paleopatologie, comprese ferite guarite e segni di un'anomalia dello sviluppo. Dilophosaurus è conosciuto dalla Formazione Kayenta e visse accanto a dinosauri come Scutellosaurus e Sarahsaurus.
Dilophosaurus è uno dei dinosauri carnivori di maggior rilievo nella cultura popolare grazie al suo aspetto iconico, ma soprattutto per la sua introduzione nel romanzo e nel suo adattamento cinematografico in Jurassic Park, sebbene all'interno del romanzo è stata data la capacità immaginaria di sputare veleno, mentre nel film viene reso molto più piccolo di quanto non fosse in realtà e gli è stato dato un collare di pelle allargabile simile a quello del clamidosauro. Nonostante queste scelte siano state giustificate come licenza creativa, queste caratteristiche inventate persistono tutt'oggi nelle rappresentazioni dell'animale. Dilophosaurus è stato anche designato come il dinosauro di stato del Connecticut sulla base delle impronte ivi ritrovate.

## Descrizione

Dimensioni dell'esemplare più grande conosciuto (a sinistra) e dell'olotipo (a destra), rispetto ad un essere umano

Dilophosaurus fu uno dei primi grandi dinosauri predatori e uno dei più grandi animali terrestri della sua epoca, anche se risulta piccolo se comparato ad alcuni dei successivi teropodi. Rappresenta anche uno dei più grandi animali terrestre conosciuti del Nord America durante il Giurassico inferiore. L'animale presentava una corporatura slanciata e leggera, e le sue dimensioni erano paragonabili a quelle di un orso bruno. Il più grande esemplare conosciuto pesava circa 400 chilogrammi, con una lunghezza di 7 metri, ed un cranio di 590 millimetri. L'esemplare olotipo, più piccolo, pesava circa 283 chilogrammi, con una lunghezza di 6,03 metri, un'altezza al bacino di circa 1,36 metri, ed un cranio di 523 millimetri. L'impronta del corpo di un teropode simile a Dilophosaurus e Liliensternus in posizione di riposo, presenta delle trame intrepretate da alcuni ricercatori come impronte lasciate da piume intorno al ventre e ai piedi. Altri ricercatori hanno interpretano queste trame come manufatti sedimentologici creati mentre il dinosauro si muoveva, sebbene questa interpretazione non escluda che l'animale che ha lasciato queste tracce fosse piumato.

### Cranio
Il cranio di Dilophosaurus era grande in proporzione al resto del corpo dell'animale, ma delicato. Il muso era stretto in vista frontale, divenendo ancora più stretto verso la parte superiore arrotondata. La premascella (osso anteriore della mascella) era lunga e bassa in vista laterale, bulbosa nella parte anteriore e la sua superficie esterna diventava meno convessa dal muso alla narice. Le narici erano poste più indietro rispetto alla maggior parte degli altri teropodi. Le premascelle erano in stretta articolazione tra loro e mentre la premascella era collegata solo alla mascella al centro del palato, senza alcuna connessione laterale, formavano un'articolazione forte attraverso la robusta articolazione ad incastro tra i processi diretti all'indietro e in avanti di queste ossa. Dietro e sotto, la premascella si formava una depressione o tacca tra le due ossa chiamato, lo spazio sottonariale (chiamato anche "nodo"). Tale divario è presente anche nei celofisoidi, così come in altri dinosauri. Il nodo sottonariale formava un diastema, uno spazio vuoto nella fila dei denti mascellari. All'interno del nodo sottonariale era presente un profondo scavo dietro la fila di denti della premascella, chiamato fossa sottonariale, che era murato da una chiglia rivolta verso il basso della premascella.
La superficie esterna della premascella era ricoperta di forami di varie dimensioni. La parte superiore dei due processi di estensione all'indietro della premascella era lunga e bassa e formava la maggior parte del bordo superiore delle narici allungate. Aveva un avvallamento verso la fonte, che rendeva l'area con la sua base concava di profilo. La parte inferiore della premascella contenente gli alveoli era ovale. La mascella era poco profonda ed era depressa attorno alla finestra antorbitale (la grande apertura davanti all'orbita), formando una rientranza arrotondata verso la parte anteriore e più liscia del resto della mascella. Un forame chiamato finestra preantorbitale si apriva in questa rientranza nella curva anteriore. Grandi forami correvano sul lato della mascella, sopra gli alveoli. Un profondo solco nutritivo correva all'indietro dalla fossa sottonariale lungo la base delle placche interdentali (o rugose) della mascella.

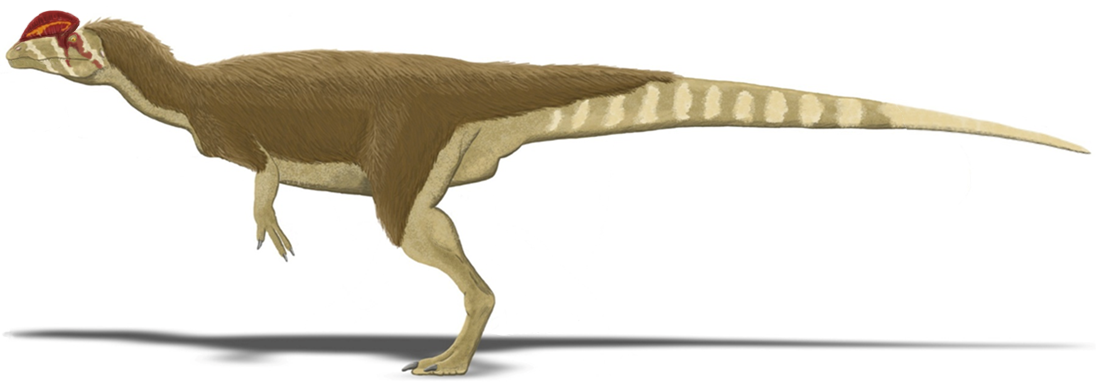
Ricostruzione artistica che mostra un ipotetico piumaggio e forma delle creste

La caratteristica più evidente del cranio del Dilophosaurus erano le due alte creste ossee, sottili e arcuate (o a forma di piastra), portate longitudinalmente sul tetto del cranio. Le creste (denominate creste nasolacrimali) iniziavano basse alla base dei premascellari ed erano principalmente formate dalle ossa nasali e lacrimali espansesi verso l'alto. Queste ossa erano coossificate insieme (fuse durante la formazione del tessuto osseo), quindi non è possibile determinare le suture tra di loro. L'osso lacrimale si espandeva in una sporgenza preorbitale spessa e rugosa, formando un arco sul bordo anteriore superiore dell'orbita e sosteneva la parte inferiore della parte posteriore della cresta. Unicamente per questo genere, il bordo sopra l'orbita continuava all'indietro e terminava con un piccolo processo quasi triangolare dietro l'orbita, che si curvava leggermente verso l'esterno. Poiché solo una breve parte della superficie superiore di questo processo è intatta, il resto della cresta potrebbe essersi sollevato sopra il cranio per un'altezza di circa 12 millimetri. La parte conservata della cresta nell'esemplare UCMP 77270 è più alta a metà della finestra antorbitale. L'esemplare UCMP 77270 conserva la mensola concava tra le basi delle creste e, se viste di fronte, sporgevano verso l'alto e ai lati con un angolo di ~80°. Welles paragonò le creste del Dilophosaurus a quella del casuario australiano, mentre Marsh e Rowe ipotizzarono che le creste erano probabilmente ricoperte da cheratina o pelle cheratinizzata. Marsh e Rowe sottolinearono inoltre che, rispetto alla faraona mitrata, la cheratina presente sulle creste di Dilophosaurus potrebbe averle ingrandite molto più di quanto indicato dall'osso. Poiché solo un esemplare conserva gran parte delle creste, non è noto se la forma e le dimensioni delle creste differissero tra individui. Le scansioni TC hanno mostrano la presenza di sacche d'aria (sacche d'aria che alleggeriscono le ossa) anche nelle ossa che circondavano il cervello, ed erano continue con i seni paranasali della parte anteriore del cranio. La finestra antorbitale era continua con il lato esterno delle creste, il che indica che anche le creste presentavano delle sacche d'aria (una cresta ossea forma un tetto sopra le finestre antorbitali nella maggior parte degli altri teropodi).

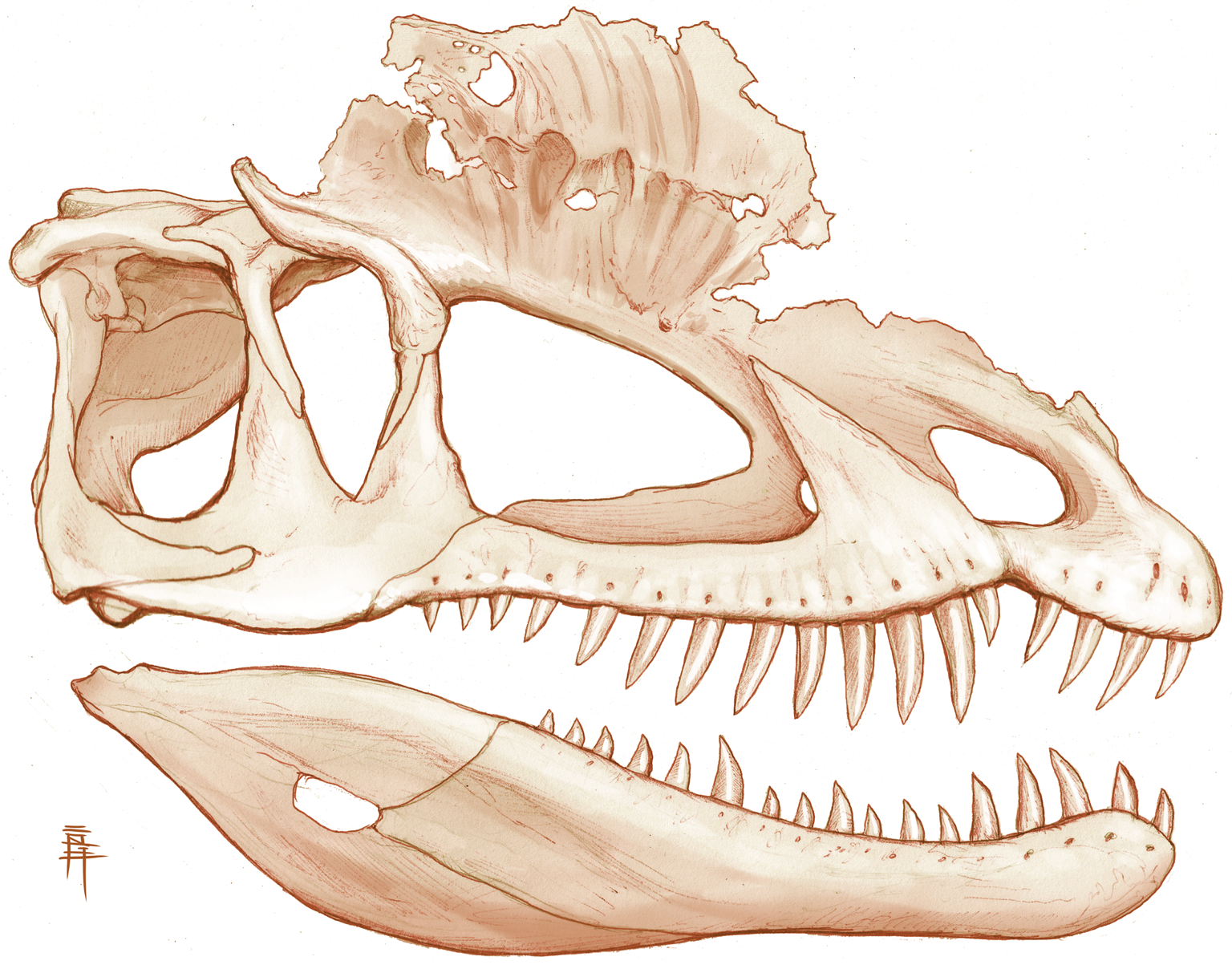
Ricostruzione del cranio che mostra l'estensione conservata delle creste

L'orbita era ovale con l'apice rivolto verso il basso. L'osso giugale aveva due processi rivolti verso l'alto, il primo dei quali faceva parte del margine inferiore della finestra antorbitale e parte del margine inferiore dell'orbita. Una proiezione dall'osso quadrato nella finestra temporale laterale (apertura dietro l'occhio) conferiva a quest'ultima un contorno reniforme (a forma di rene). Il forame magnum (la grande apertura sul retro della scatola cranica) era largo circa la metà del condilo occipitale, che era esso stesso cordiforme (a forma di cuore) e aveva un collo corto e una scanalatura sul lato. La mandibola era snella e delicata nella parte anteriore, ma la regione articolare (dove si collegava con il resto del cranio) era massiccia, divenendo più profonda attorno alla finestra mandibolare. La finestra mandibolare era piccola in Dilophosaurus, rispetto a quella dei celofisoidi, e ridotta dalla parte anteriore a quella posteriore, caratteristica unica di questo genere. L'osso dentario (la parte superiore della mandibola dove erano attaccati la maggior parte dei denti) aveva un mento incurvato piuttosto che appuntito. Il mento presentava un grande forame sulla punta e una fila di piccoli forami correva in parallelo con il bordo superiore del dentario. Sul lato interno, la sinfisi mandibolare (dove si univano i rami mascellari) era piatta e liscia e non mostrava alcun segno di fusione con la sua metà opposta. Un forame meckeliano correva lungo il lato esterno del dentario. La superficie laterale dell'osso surangulare aveva un unico processo piramidale davanti all'articolazione con il quadrato e questa cresta orizzontale formava una mensola. Il processo retroarticolare della mandibola (una proiezione all'indietro) era lungo.
Dilophosaurus presentava quattro denti su ciascun lato dei premascellari, 12 sui mascellari e 17 su ogni ramo mandibolare. I denti erano generalmente lunghi, sottili e ricurvi, con basi relativamente piccole. Erano compressi lateralmente, di sezione ovale alla base, lenticolari (a forma di lente) sopra e leggermente concavi sui lati esterni ed interni. Il dente più grande della mascella era dentro o vicino al quarto alveolo e l'altezza delle corone dei denti diminuiva con i denti posteriori. Il primo dente della mascella puntava leggermente in avanti rispetto al suo alveolo perché il bordo inferiore del processo premascellare (che si proiettava all'indietro verso la mascella) era rivolto verso l'alto. I denti della mandibola erano molto più piccoli di quelli della mascella, ad eccezione del terzo/quarto mandibolare, che in Dilophosaurus e in alcuni celofisoidi era più grande, forse per inserirsi nella fessura sottonariale della mascella. La maggior parte dei denti presentava delle dentellature sui bordi anteriore e posteriore, che erano compensati da scanalature verticali ed erano più piccole nella parte anteriore, con circa 31-41 dentellature sui bordi anteriori e 29-33 sui bordi posteriori. Almeno il secondo e il terzo dente della premascella presentavano delle dentellature, mentre il quarto ne era privo. I denti erano ricoperti da un sottile strato di smalto, da 0,1 a 0,15 millimetri, che si estendeva molto verso le loro basi. Gli alveoli erano di forma ellittica o quasi circolari e tutti erano più grandi delle basi dei denti che contenevano, che potrebbero quindi essere stati trattenuti liberamente nelle mascelle. Sebbene il numero di alveoli nella mandibola sembrerebbero indicare che i denti fossero ammassati insieme, erano piuttosto distanti, a causa delle dimensioni dei loro alveoli. Le mascelle contenevano denti sostitutivi in varie fasi d'eruzione. Le placche interdentali tra i denti erano molto basse.

### Scheletro postcranico
Uno studio condotto da Robert J. Gay (2005), confrontando vari esemplari, non si sono trovate tracce di dimorfismo sessuale tra i due sessi di Dilophosaurus, in quanto sia maschi sia femmine condividevano la stessa anatomia scheletrica.
Secondo Rauhut (2000), Dilophosaurus può essere riconosciuto sulla base delle seguenti caratteristiche: l'osso lacrimale ha un ispessimento nella parte dorso-posteriore; le vertebre cervicali hanno lunghe spine neurali con un netto "cappuccio" al centro e processi anteriore e posteriore; la lama scapolare possiede un'espansione distale; la presenza di sottili creste nasolacrimali appaiate che si estendono verticalmente sul tetto del cranio, ognuna con una proiezione posteriore più sottile (Carrano, 2012).

### Creste craniche

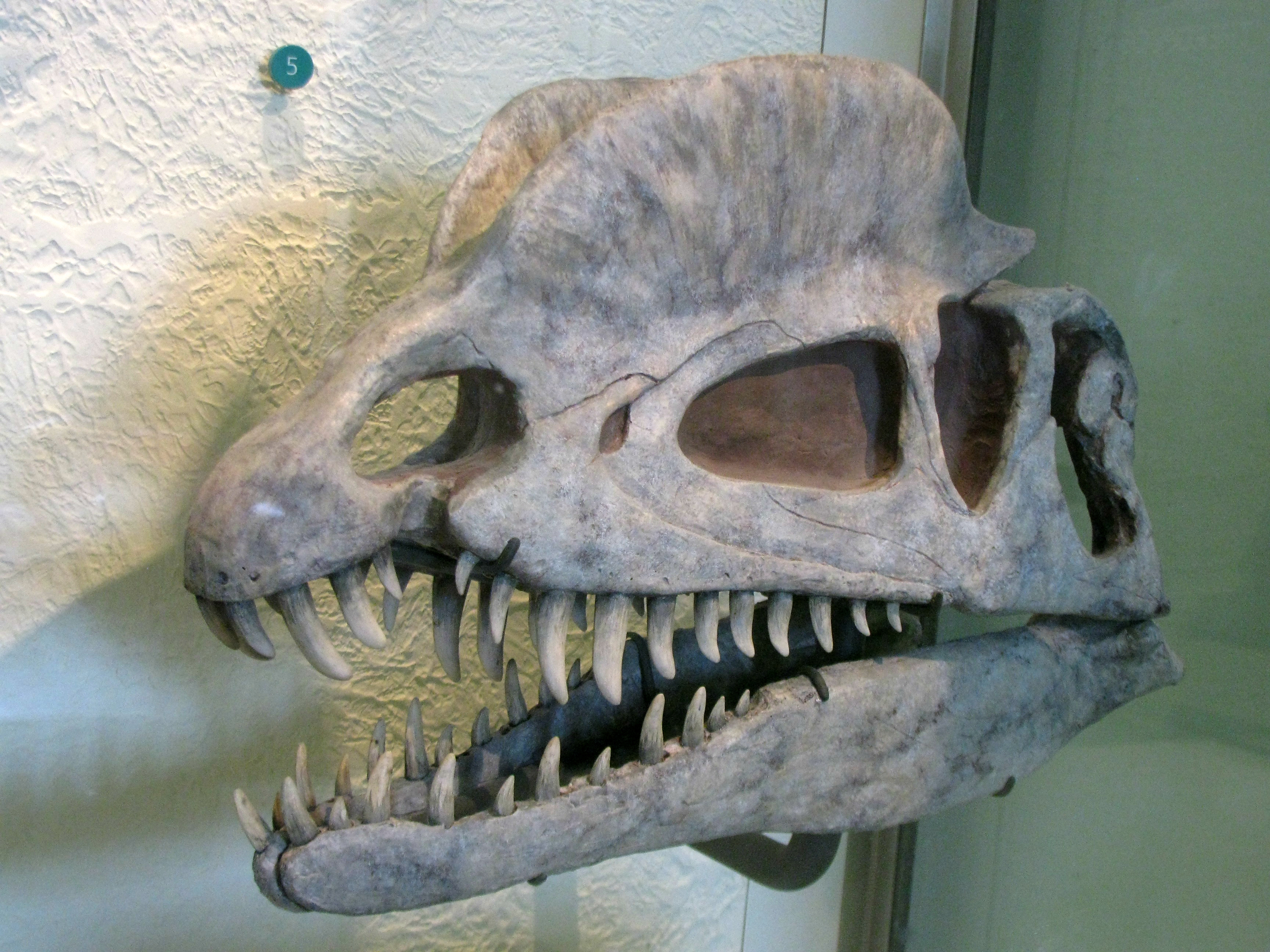
Cranio di Dilophosaurus, all'American Museum of Natural History

La caratteristica più distintiva di Dilophosaurus è ovviamente la coppia di creste arrotondate parallele sul cranio, costituite da un'estensione delle ossa nasali e lacrimali. Queste strutture risultano essere fin troppo delicate per qualunque scopo, tranne che per la visualizzazione intraspecifica. Dodson (1997) ha osservato che il Dilophosaurus fu il primo dinosauro a possedere delle creste craniche, che, in seguito, sarebbero state presenti in buona parte dei primi teropodi.
La funzione delle creste del cranio di Dilophosaurus è stata oggetto di speculazione tra gli scienziati da quando sono state scoperte. Tradizionalmente, queste bizzarre strutture craniche (e le innumerevoli strutture ossee di altri numerosi generi) sono sempre state interpretate come strumenti per attirare i compagni e/o intimidire i rivali e potenziali predatori di altre specie. Padian, Horner e Dhaliwal (2004) sostengono, sulla base di un'analisi filogenetica istologica e prove funzionali, che queste bizzarre strutture erano probabilmente utilizzate per il riconoscimento di un singolo esemplare all'interno della specie.

## Classificazione
La classificazione di Dilophosaurus è stata esaminata più volte nel corso degli anni ed il genere è stata assegnata a non meno di nove diversi gruppi di teropodi. Welles (1954) e la maggior parte delle successive analisi filogenetiche tra il 1980 e il 1990 hanno classificato questo genere come un grande coelophysoide all'interno del taxa dei Coelophysoidea. Tuttavia, la maggior parte degli studi del XXI secolo fino ad oggi hanno provato che il Dilophosaurus e vari altri dilophosauridi sono più strettamente imparentati con i teropodi tetanuri che con i veri coelophysoidi.
Il seguente cladogramma mostra l'analisi filogenetica dei teropodi e di Dilophosaurus, secondo gli studi di Hendrickx et al. (2015):
|  | Dilophosaurus |
|  |               |
|  | Dracovenator  |
|  |               |

|  | Cryolophosaurus                                              |
|  |                                                              |
|  | Sinosaurus                                                   |
|  |                                                              |
|  | \| \| Monolophosaurus \| \| \| \| \| \| Orionide \| \| \| \| |
|  |                                                              |
|  | Monolophosaurus                                              |
|  |                                                              |
|  | Orionide                                                     |
|  |                                                              |

|  | Monolophosaurus |
|  |                 |
|  | Orionide        |
|  |                 |

|  | Cryolophosaurus                                              |
|  |                                                              |
|  | Sinosaurus                                                   |
|  |                                                              |
|  | \| \| Monolophosaurus \| \| \| \| \| \| Orionide \| \| \| \| |
|  |                                                              |
|  | Monolophosaurus                                              |
|  |                                                              |
|  | Orionide                                                     |
|  |                                                              |

|  | Monolophosaurus |
|  |                 |
|  | Orionide        |
|  |                 |

|  | Dilophosaurus |
|  |               |
|  | Dracovenator  |
|  |               |

|  | Cryolophosaurus                                              |
|  |                                                              |
|  | Sinosaurus                                                   |
|  |                                                              |
|  | \| \| Monolophosaurus \| \| \| \| \| \| Orionide \| \| \| \| |
|  |                                                              |
|  | Monolophosaurus                                              |
|  |                                                              |
|  | Orionide                                                     |
|  |                                                              |

|  | Monolophosaurus |
|  |                 |
|  | Orionide        |
|  |                 |

|  | Cryolophosaurus                                              |
|  |                                                              |
|  | Sinosaurus                                                   |
|  |                                                              |
|  | \| \| Monolophosaurus \| \| \| \| \| \| Orionide \| \| \| \| |
|  |                                                              |
|  | Monolophosaurus                                              |
|  |                                                              |
|  | Orionide                                                     |
|  |                                                              |

|  | Monolophosaurus |
|  |                 |
|  | Orionide        |
|  |                 |

|  | Dilophosaurus |
|  |               |
|  | Dracovenator  |
|  |               |

|  | Cryolophosaurus                                              |
|  |                                                              |
|  | Sinosaurus                                                   |
|  |                                                              |
|  | \| \| Monolophosaurus \| \| \| \| \| \| Orionide \| \| \| \| |
|  |                                                              |
|  | Monolophosaurus                                              |
|  |                                                              |
|  | Orionide                                                     |
|  |                                                              |

|  | Monolophosaurus |
|  |                 |
|  | Orionide        |
|  |                 |

|  | Cryolophosaurus                                              |
|  |                                                              |
|  | Sinosaurus                                                   |
|  |                                                              |
|  | \| \| Monolophosaurus \| \| \| \| \| \| Orionide \| \| \| \| |
|  |                                                              |
|  | Monolophosaurus                                              |
|  |                                                              |
|  | Orionide                                                     |
|  |                                                              |

|  | Monolophosaurus |
|  |                 |
|  | Orionide        |
|  |                 |

|  | Dilophosaurus |
|  |               |
|  | Dracovenator  |
|  |               |

|  | Cryolophosaurus                                              |
|  |                                                              |
|  | Sinosaurus                                                   |
|  |                                                              |
|  | \| \| Monolophosaurus \| \| \| \| \| \| Orionide \| \| \| \| |
|  |                                                              |
|  | Monolophosaurus                                              |
|  |                                                              |
|  | Orionide                                                     |
|  |                                                              |

|  | Monolophosaurus |
|  |                 |
|  | Orionide        |
|  |                 |

|  | Cryolophosaurus                                              |
|  |                                                              |
|  | Sinosaurus                                                   |
|  |                                                              |
|  | \| \| Monolophosaurus \| \| \| \| \| \| Orionide \| \| \| \| |
|  |                                                              |
|  | Monolophosaurus                                              |
|  |                                                              |
|  | Orionide                                                     |
|  |                                                              |

|  | Monolophosaurus |
|  |                 |
|  | Orionide        |
|  |                 |

|  | Dilophosaurus |
|  |               |
|  | Dracovenator  |
|  |               |

|  | Cryolophosaurus                                              |
|  |                                                              |
|  | Sinosaurus                                                   |
|  |                                                              |
|  | \| \| Monolophosaurus \| \| \| \| \| \| Orionide \| \| \| \| |
|  |                                                              |
|  | Monolophosaurus                                              |
|  |                                                              |
|  | Orionide                                                     |
|  |                                                              |

|  | Monolophosaurus |
|  |                 |
|  | Orionide        |
|  |                 |

|  | Cryolophosaurus                                              |
|  |                                                              |
|  | Sinosaurus                                                   |
|  |                                                              |
|  | \| \| Monolophosaurus \| \| \| \| \| \| Orionide \| \| \| \| |
|  |                                                              |
|  | Monolophosaurus                                              |
|  |                                                              |
|  | Orionide                                                     |
|  |                                                              |

|  | Monolophosaurus |
|  |                 |
|  | Orionide        |
|  |                 |

|  | Dilophosaurus |
|  |               |
|  | Dracovenator  |
|  |               |

|  | Cryolophosaurus                                              |
|  |                                                              |
|  | Sinosaurus                                                   |
|  |                                                              |
|  | \| \| Monolophosaurus \| \| \| \| \| \| Orionide \| \| \| \| |
|  |                                                              |
|  | Monolophosaurus                                              |
|  |                                                              |
|  | Orionide                                                     |
|  |                                                              |

|  | Monolophosaurus |
|  |                 |
|  | Orionide        |
|  |                 |

|  | Cryolophosaurus                                              |
|  |                                                              |
|  | Sinosaurus                                                   |
|  |                                                              |
|  | \| \| Monolophosaurus \| \| \| \| \| \| Orionide \| \| \| \| |
|  |                                                              |
|  | Monolophosaurus                                              |
|  |                                                              |
|  | Orionide                                                     |
|  |                                                              |

|  | Monolophosaurus |
|  |                 |
|  | Orionide        |
|  |                 |

|  | Dilophosaurus |
|  |               |
|  | Dracovenator  |
|  |               |

|  | Cryolophosaurus                                              |
|  |                                                              |
|  | Sinosaurus                                                   |
|  |                                                              |
|  | \| \| Monolophosaurus \| \| \| \| \| \| Orionide \| \| \| \| |
|  |                                                              |
|  | Monolophosaurus                                              |
|  |                                                              |
|  | Orionide                                                     |
|  |                                                              |

|  | Monolophosaurus |
|  |                 |
|  | Orionide        |
|  |                 |

|  | Cryolophosaurus                                              |
|  |                                                              |
|  | Sinosaurus                                                   |
|  |                                                              |
|  | \| \| Monolophosaurus \| \| \| \| \| \| Orionide \| \| \| \| |
|  |                                                              |
|  | Monolophosaurus                                              |
|  |                                                              |
|  | Orionide                                                     |
|  |                                                              |

|  | Monolophosaurus |
|  |                 |
|  | Orionide        |
|  |                 |

|  | Dilophosaurus |
|  |               |
|  | Dracovenator  |
|  |               |

|  | Cryolophosaurus                                              |
|  |                                                              |
|  | Sinosaurus                                                   |
|  |                                                              |
|  | \| \| Monolophosaurus \| \| \| \| \| \| Orionide \| \| \| \| |
|  |                                                              |
|  | Monolophosaurus                                              |
|  |                                                              |
|  | Orionide                                                     |
|  |                                                              |

|  | Monolophosaurus |
|  |                 |
|  | Orionide        |
|  |                 |

|  | Cryolophosaurus                                              |
|  |                                                              |
|  | Sinosaurus                                                   |
|  |                                                              |
|  | \| \| Monolophosaurus \| \| \| \| \| \| Orionide \| \| \| \| |
|  |                                                              |
|  | Monolophosaurus                                              |
|  |                                                              |
|  | Orionide                                                     |
|  |                                                              |

|  | Monolophosaurus |
|  |                 |
|  | Orionide        |
|  |                 |

|  | Dilophosaurus |
|  |               |
|  | Dracovenator  |
|  |               |

|  | Cryolophosaurus                                              |
|  |                                                              |
|  | Sinosaurus                                                   |
|  |                                                              |
|  | \| \| Monolophosaurus \| \| \| \| \| \| Orionide \| \| \| \| |
|  |                                                              |
|  | Monolophosaurus                                              |
|  |                                                              |
|  | Orionide                                                     |
|  |                                                              |

|  | Monolophosaurus |
|  |                 |
|  | Orionide        |
|  |                 |

|  | Cryolophosaurus                                              |
|  |                                                              |
|  | Sinosaurus                                                   |
|  |                                                              |
|  | \| \| Monolophosaurus \| \| \| \| \| \| Orionide \| \| \| \| |
|  |                                                              |
|  | Monolophosaurus                                              |
|  |                                                              |
|  | Orionide                                                     |
|  |                                                              |

|  | Monolophosaurus |
|  |                 |
|  | Orionide        |
|  |                 |

|  | Dilophosaurus |
|  |               |
|  | Dracovenator  |
|  |               |

|  | Cryolophosaurus                                              |
|  |                                                              |
|  | Sinosaurus                                                   |
|  |                                                              |
|  | \| \| Monolophosaurus \| \| \| \| \| \| Orionide \| \| \| \| |
|  |                                                              |
|  | Monolophosaurus                                              |
|  |                                                              |
|  | Orionide                                                     |
|  |                                                              |

|  | Monolophosaurus |
|  |                 |
|  | Orionide        |
|  |                 |

|  | Cryolophosaurus                                              |
|  |                                                              |
|  | Sinosaurus                                                   |
|  |                                                              |
|  | \| \| Monolophosaurus \| \| \| \| \| \| Orionide \| \| \| \| |
|  |                                                              |
|  | Monolophosaurus                                              |
|  |                                                              |
|  | Orionide                                                     |
|  |                                                              |

|  | Monolophosaurus |
|  |                 |
|  | Orionide        |
|  |                 |

|  | Dilophosaurus |
|  |               |
|  | Dracovenator  |
|  |               |

|  | Cryolophosaurus                                              |
|  |                                                              |
|  | Sinosaurus                                                   |
|  |                                                              |
|  | \| \| Monolophosaurus \| \| \| \| \| \| Orionide \| \| \| \| |
|  |                                                              |
|  | Monolophosaurus                                              |
|  |                                                              |
|  | Orionide                                                     |
|  |                                                              |

|  | Monolophosaurus |
|  |                 |
|  | Orionide        |
|  |                 |

|  | Cryolophosaurus                                              |
|  |                                                              |
|  | Sinosaurus                                                   |
|  |                                                              |
|  | \| \| Monolophosaurus \| \| \| \| \| \| Orionide \| \| \| \| |
|  |                                                              |
|  | Monolophosaurus                                              |
|  |                                                              |
|  | Orionide                                                     |
|  |                                                              |

|  | Monolophosaurus |
|  |                 |
|  | Orionide        |
|  |                 |

|  | Dilophosaurus |
|  |               |
|  | Dracovenator  |
|  |               |

|  | Cryolophosaurus                                              |
|  |                                                              |
|  | Sinosaurus                                                   |
|  |                                                              |
|  | \| \| Monolophosaurus \| \| \| \| \| \| Orionide \| \| \| \| |
|  |                                                              |
|  | Monolophosaurus                                              |
|  |                                                              |
|  | Orionide                                                     |
|  |                                                              |

|  | Monolophosaurus |
|  |                 |
|  | Orionide        |
|  |                 |

|  | Cryolophosaurus                                              |
|  |                                                              |
|  | Sinosaurus                                                   |
|  |                                                              |
|  | \| \| Monolophosaurus \| \| \| \| \| \| Orionide \| \| \| \| |
|  |                                                              |
|  | Monolophosaurus                                              |
|  |                                                              |
|  | Orionide                                                     |
|  |                                                              |

|  | Monolophosaurus |
|  |                 |
|  | Orionide        |
|  |                 |

|  | Dilophosaurus |
|  |               |
|  | Dracovenator  |
|  |               |

|  | Cryolophosaurus                                              |
|  |                                                              |
|  | Sinosaurus                                                   |
|  |                                                              |
|  | \| \| Monolophosaurus \| \| \| \| \| \| Orionide \| \| \| \| |
|  |                                                              |
|  | Monolophosaurus                                              |
|  |                                                              |
|  | Orionide                                                     |
|  |                                                              |

|  | Monolophosaurus |
|  |                 |
|  | Orionide        |
|  |                 |

|  | Cryolophosaurus                                              |
|  |                                                              |
|  | Sinosaurus                                                   |
|  |                                                              |
|  | \| \| Monolophosaurus \| \| \| \| \| \| Orionide \| \| \| \| |
|  |                                                              |
|  | Monolophosaurus                                              |
|  |                                                              |
|  | Orionide                                                     |
|  |                                                              |

|  | Monolophosaurus |
|  |                 |
|  | Orionide        |
|  |                 |

|  | Dilophosaurus |
|  |               |
|  | Dracovenator  |
|  |               |

|  | Cryolophosaurus                                              |
|  |                                                              |
|  | Sinosaurus                                                   |
|  |                                                              |
|  | \| \| Monolophosaurus \| \| \| \| \| \| Orionide \| \| \| \| |
|  |                                                              |
|  | Monolophosaurus                                              |
|  |                                                              |
|  | Orionide                                                     |
|  |                                                              |

|  | Monolophosaurus |
|  |                 |
|  | Orionide        |
|  |                 |

|  | Cryolophosaurus                                              |
|  |                                                              |
|  | Sinosaurus                                                   |
|  |                                                              |
|  | \| \| Monolophosaurus \| \| \| \| \| \| Orionide \| \| \| \| |
|  |                                                              |
|  | Monolophosaurus                                              |
|  |                                                              |
|  | Orionide                                                     |
|  |                                                              |

|  | Monolophosaurus |
|  |                 |
|  | Orionide        |
|  |                 |

|  | Dilophosaurus |
|  |               |
|  | Dracovenator  |
|  |               |

|  | Cryolophosaurus                                              |
|  |                                                              |
|  | Sinosaurus                                                   |
|  |                                                              |
|  | \| \| Monolophosaurus \| \| \| \| \| \| Orionide \| \| \| \| |
|  |                                                              |
|  | Monolophosaurus                                              |
|  |                                                              |
|  | Orionide                                                     |
|  |                                                              |

|  | Monolophosaurus |
|  |                 |
|  | Orionide        |
|  |                 |

|  | Cryolophosaurus                                              |
|  |                                                              |
|  | Sinosaurus                                                   |
|  |                                                              |
|  | \| \| Monolophosaurus \| \| \| \| \| \| Orionide \| \| \| \| |
|  |                                                              |
|  | Monolophosaurus                                              |
|  |                                                              |
|  | Orionide                                                     |
|  |                                                              |

|  | Monolophosaurus |
|  |                 |
|  | Orionide        |
|  |                 |

|  | Dilophosaurus |
|  |               |
|  | Dracovenator  |
|  |               |

|  | Cryolophosaurus                                              |
|  |                                                              |
|  | Sinosaurus                                                   |
|  |                                                              |
|  | \| \| Monolophosaurus \| \| \| \| \| \| Orionide \| \| \| \| |
|  |                                                              |
|  | Monolophosaurus                                              |
|  |                                                              |
|  | Orionide                                                     |
|  |                                                              |

|  | Monolophosaurus |
|  |                 |
|  | Orionide        |
|  |                 |

|  | Cryolophosaurus                                              |
|  |                                                              |
|  | Sinosaurus                                                   |
|  |                                                              |
|  | \| \| Monolophosaurus \| \| \| \| \| \| Orionide \| \| \| \| |
|  |                                                              |
|  | Monolophosaurus                                              |
|  |                                                              |
|  | Orionide                                                     |
|  |                                                              |

|  | Monolophosaurus |
|  |                 |
|  | Orionide        |
|  |                 |

## Storia della scoperta

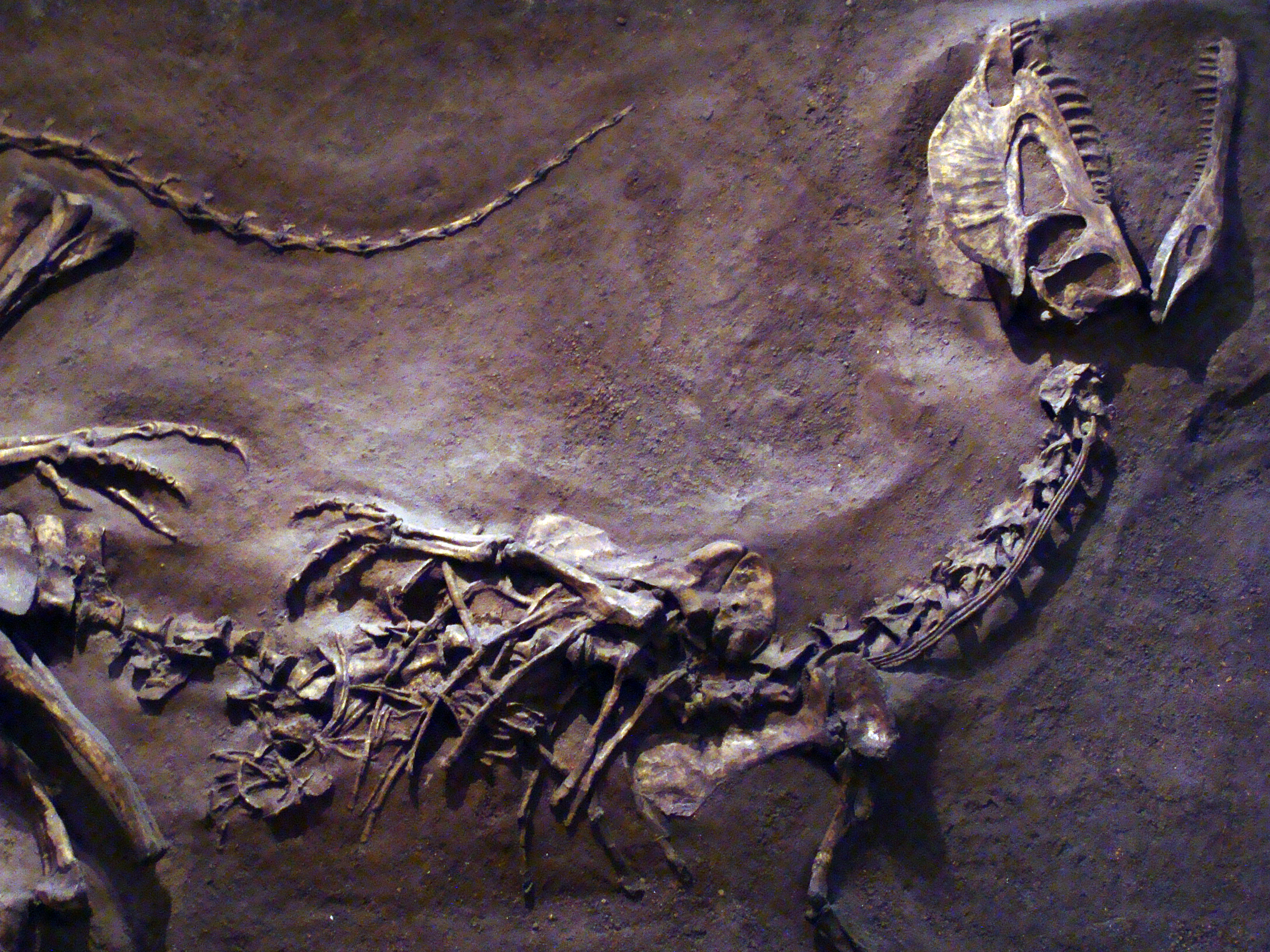
Dettaglio del campione olotipo, di Dilophosaurus

I primi esemplari di Dilophosaurus furono scoperti da Sam Welles nell'estate del 1942, nella Formazione Kayenta, in Arizona. Il sito era stato trovato da un Navajo, Jesse Williams, nel 1940. I tre individui erano presenti, ma uno di questi fu esposto ad uno scavo utile. Due campioni sono stati ricondotti a Berkeley per la pulizia e il montaggio delle ossa, dal team di Wann Langston, formando l'olotipo UCMP 37302 (campione su cui si basa il nome), e un secondo scheletro, il paratipo UCMP 37303. L'animale fu chiamato Megalosaurus wetherilli da Welles, nel 1954. Il nome specifico, wetherilli rende omaggio a John Wetherill, che avevano esplorato la zona del ritrovamento.
Tornando alla stessa formazione, nel 1964, per determinare a quale periodo le ossa appartenessero, Welles trovò un nuovo campione, UCMP 77270, non lontano dal luogo del ritrovamento precedente. Sulla base delle doppie creste craniche conservati in questo nuovo esemplare per la prima volta nel nuovo scheletro, Welles comprese che la specie era significativamente diversa da Megalosaurus. Nel 1970 riclassificò in un nuovo genere l'animale, che chiamò Dilophosaurus, dalle parole greche δι che significa "due", λόφος/lophos che significa "cresta" e σαυρος/sauros che significa "lucertola"; in tal modo il nome completo significa "lucertola dalle due creste". L'evidenza disponibile suggerisce fortemente che il nuovo esemplare doveva essere l'olotipo di D. wetherilli e il secondo scheletro fossero degli esemplari più giovani.
Nel 2001 Robert Gay ha riportato la scoperta di due, o forse tre, nuovi esemplari di Dilophosaurus wetherilli nelle collezioni del Museum of Northern Arizona. I campioni sono stati trovati nel 1978 nella Formazione Kayenta. Gay ha confrontato il campione con l'olotipo (UCMP 37302) provando che appartenevano allo stesso genere. Gay ha anche osservato che questo materiale è significativo in quanto comprende parti del bacino non conservate nell'olotipo o nell'esemplare di "D. breedorum" UCMP 77270.
Gay ha riferito anche che alcuni elementi della collezione del Museum of Northern Arizona erano rappresentativi di un esemplare neonato (MNA P1.3181). L'esemplare in questione comprende un omero parziale, un perone parziale e un frammento di dente. L'esemplare neonato è significativo per diverse ragioni: in primo luogo, mostra i tassi di crescita dei primi dinosauri, e in secondo luogo, fornisce ai ricercatori l'opportunità di confrontare il tasso di crescita di Dilophosaurus con quelli di una specie correlate come Coelophysis che potrebbero fornire intuizioni sui tassi di crescita dei primi teropodi. Questo è anche il primo esemplare giovane del genere.
Hu Shaojin (1993) assegnarono l'esemplare KMV 8701, a una seconda specie di Dilophosaurus, che chiamarono Dilophosaurus sinensis. Questa specie è stata ritrovata nella Provincia di Yunnan, in Cina, nel 1987, con il prosauropode Yunnanosaurus huangi. Rispetto al D. wetherilli, questa specie era più grande e più robusta. Lamanna et al. (1998b) hanno esaminato il materiale attribuito a D. sinensis provando che esso non è altro che un sinonimo di Sinosaurus triassicus. Tale scoperta è stata confermata nel 2013.
Nel 1999 fu coniata una terza presunta specie, D. breedorum, nome coniato da Samuel Welles per il campione UCMP 77270, raccolto nel 1964. Tykoski (2005) condussero un'analisi ontogenetica nella sua tesi e concluse che D. breedorum è solo un adulto di Dilophosaurus wetherilli. Questo è stato il primo esemplare del genere che conservi una cresta cranica quasi completa. Welles ha concluso che le differenze tra gli esemplari originali e UCMP 77270 giustificavano la denominazione in specie separate. Questa specie non è stata ritenuta valida in altre recensioni del genere, che la vedono come un nomen nudum e/o come un sinonimo di D. wetherilli.

## Paleobiologia

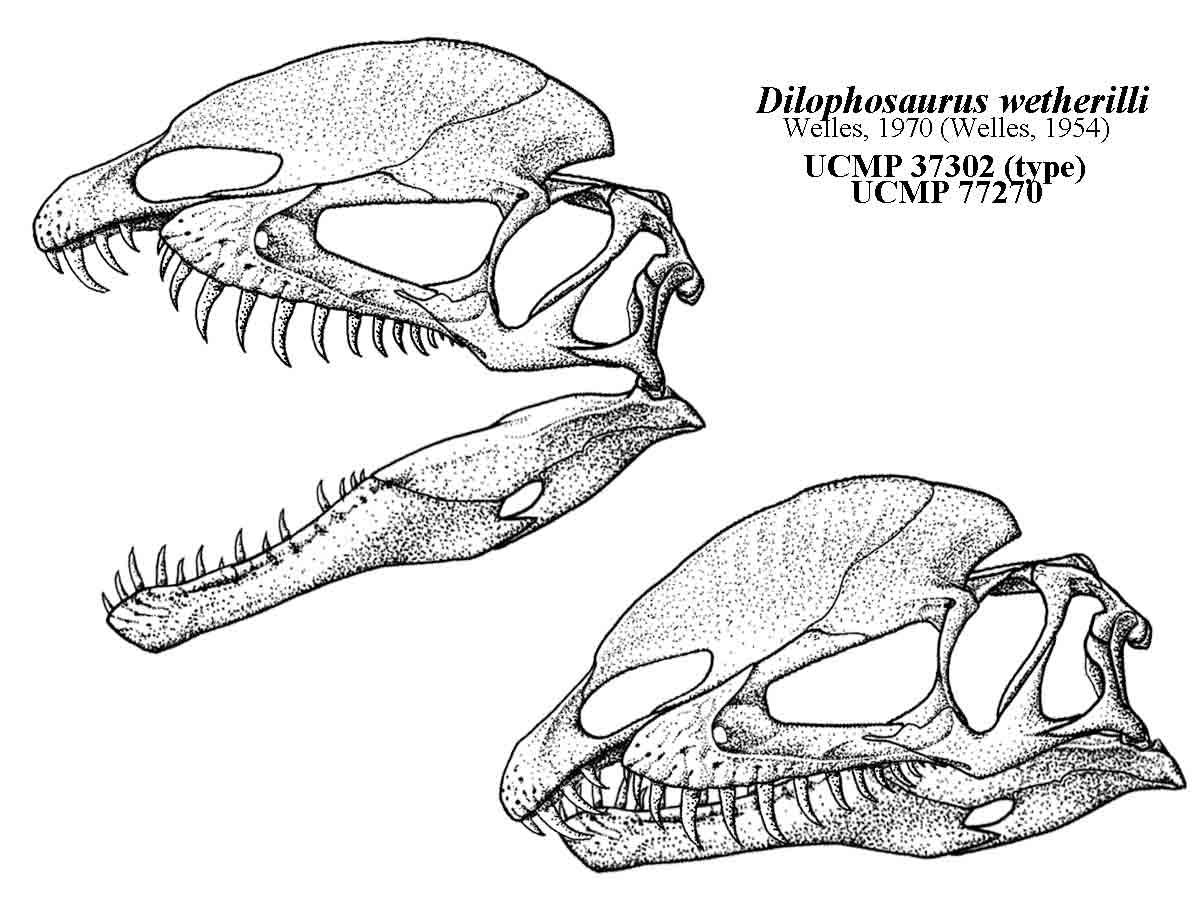
Illustrazione del cranio D. wetherilli

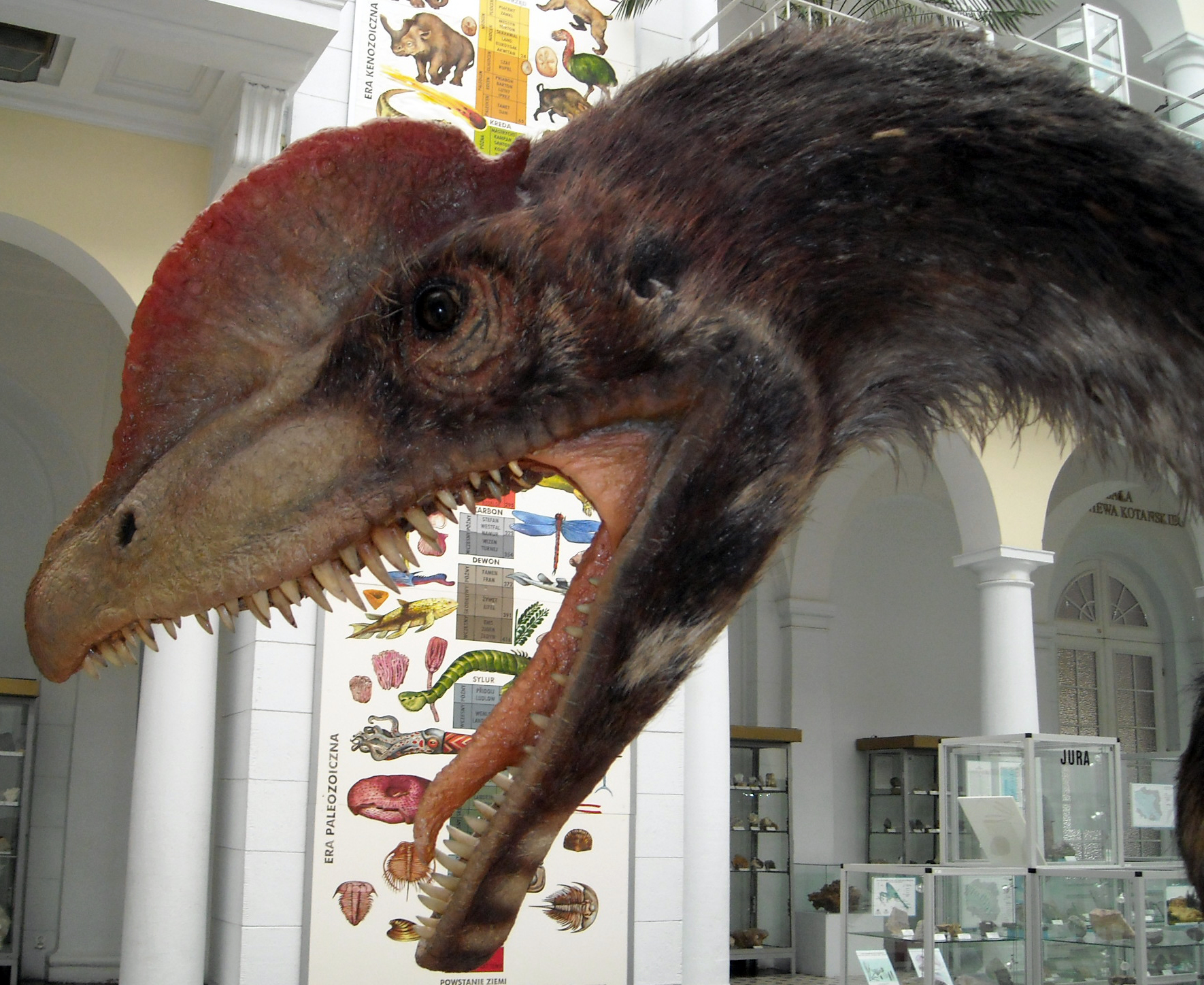
Ricostruzione museale della testa di Dilophosaurus wetherilli

Il Dilophosaurus è considerato un bipede obbligato per la presenza di lunghi arti posteriori orientati verticalmente sotto il bacino, mentre gli arti anteriori erano brevi e non in grado di supportare una locomozione quadrupede. L'osso della coscia (femore) era più lungo di quello della gamba (tibia), il che suggerisce che l'animale fosse un corridore agile e veloce, come ci si aspetterebbe da un dinosauro predatore.
Welles (1984) ha proposto che il Dilophosaurus fosse un animale gregario, che vivesse in piccoli gruppi, sulla base del fatto che la maggior parte degli scheletri sono stati ritrovati in aggregazione. Tuttavia, Gay (2001) ha affermato che non vi sia alcuna prova di tale comportamento e ha osservato che le inondazioni, in quel periodo, erano piuttosto frequenti e che avrebbero potuto raccogliere materiale sparsi ed isolati da individui diversi e depositarli insieme nella stessa area. Tuttavia, se la funzione delle creste fosse stata puramente di visualizzazione, avrebbe senso per questi animali vivere in piccoli gruppi sociali.

### Alimentazione
La presenza e la distribuzione dei punti di sutura non interdigitate nel cranio di alcuni gruppi di rettili, tra cui Dilophosaurus, è stata interpretata come indicazione alla presenza di un sistema di leve, guidata dai muscoli mascellari, come un aiuto alla predazione. Welles (1984) ha respinto questa ipotesi ed ha interpretato la potenziale mobilità del cranio di Dilophosaurus come un segno di debolezza, e ha sostenuto che la libera connessione con la premascella, non avrebbe consentito la cattura e l'assoggettamento di una preda di grandi dimensioni. Ciò ha condotto all'ipotesi iniziale che il Dilophosaurus fosse un saprofago, che si nutriva di carogne, poiché i suoi denti erano troppo deboli e sottili per abbattere prede di grandi dimensioni e le sue creste erano troppo fragili per essere coinvolte in uno scontro. Di recente, alcuni ricercatori sostengono che il Dilophosaurus potrebbe essere stato un piscivoro. Le prove di tale comportamento sarebbero la scoperta di impronte di Eubrontes mentre nuotava, così come le somiglianze anatomiche del cranio con quello degli spinosauridi.

### Crescita
Tkach (1996) ha condotto uno studio sulla struttura ossea dell'esemplare tipo e ha concluso che Dilophosaurus wetherilli avrebbe avuto dei tassi di crescita di quasi 35 chilogrammi (77 libbre) nei primi anni di vita, il che riflette un tasso di crescita molto rapido.

### Paleopatologia

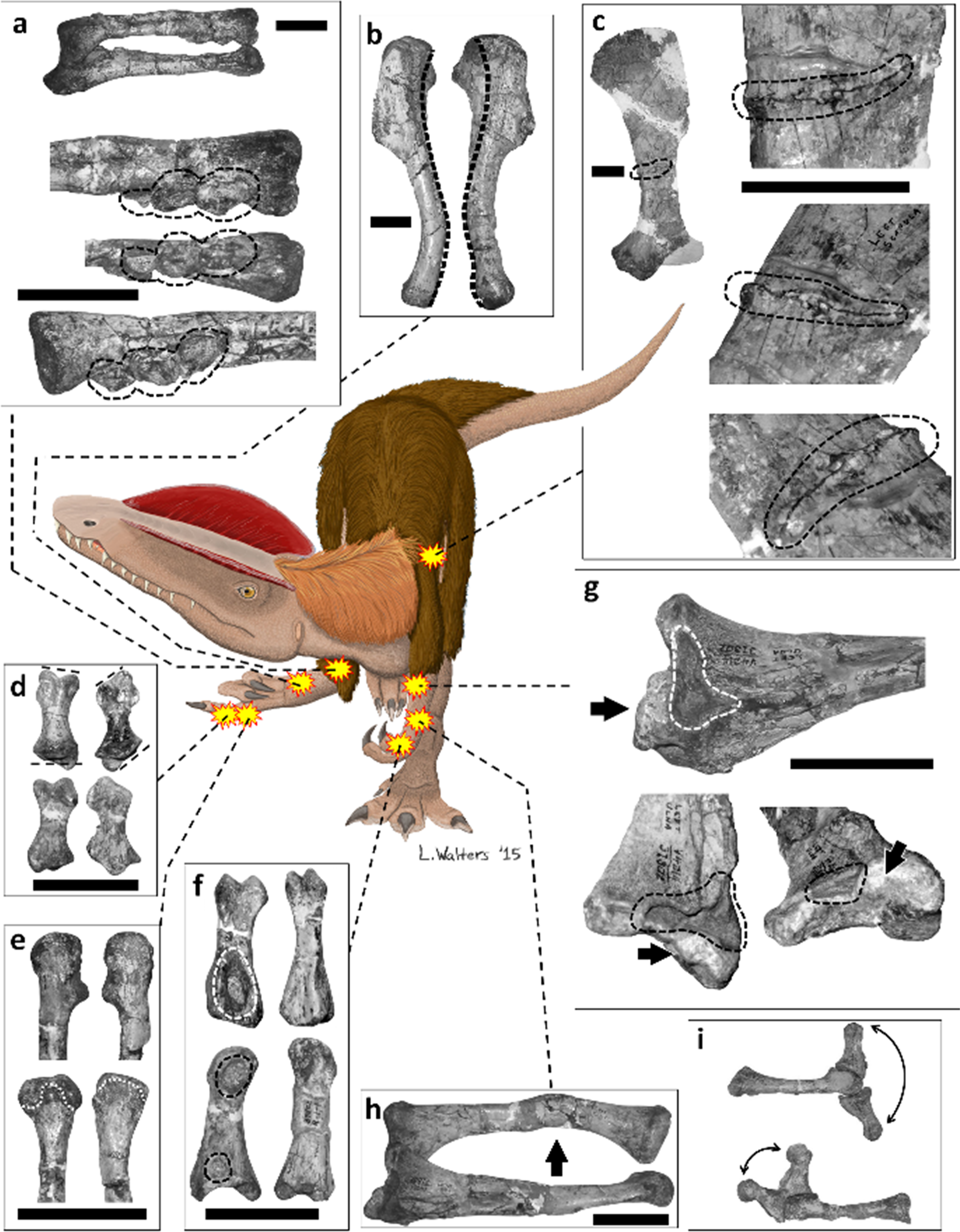
Patologie scheletriche del campione UCMP 37302

Uno dei campione di Dilophosaurus, mostra numerosi danni ossei causati da lesioni o da schiacciamento ad una vertebra, e un potenziale ascesso su un omero. Un altro esemplare possiede un omero sinistro insolitamente più piccolo del destro, un possibile esempio di "asimmetria fluttuante". L'asimmetria fluttuante deriva da disturbi dello sviluppo ed è più comune nelle popolazioni in condizioni di stress e può quindi dare informazioni circa la qualità delle condizioni in cui il dinosauro ha vissuto.
Un altro esemplare di Dilophosaurus, dell'University of California Museum of Paleontology, etichettato come UCMP 37302, mostra i segni di ben otto diverse patologie alla cintura scapolare e agli arti anteriori, tra cui tre tumori ossei, alcune ossa rotte e altre guarite su entrambe le braccia, dita deformi e l'incapacità di utilizzare uno degli arti anteriori. Anche se non è certo, si ritiene che la maggior parte o tutte le lesioni di questo esemplare, siano state inflitte in uno scontro con un altro animale (forse un altro Dilophosaurus) o in un incidente. Tuttavia il teropode sembrerebbe essere sopravvissuto abbastanza a lungo da far guarire alcune delle sue ferite. Le patologie di questo incredibile esemplare sono state documentate sulla rivista PLoS One.
In uno studio del 2001 condotto da Bruce Rothschild e altri paleontologi, sono state esaminate circa 60 ossa dei piede di cui alcune di Dilophosaurus in cerca di segni di fratture da stress, ma nelle ossa analizzate non se ne è trovata alcuna traccia.

## Paleoecologia

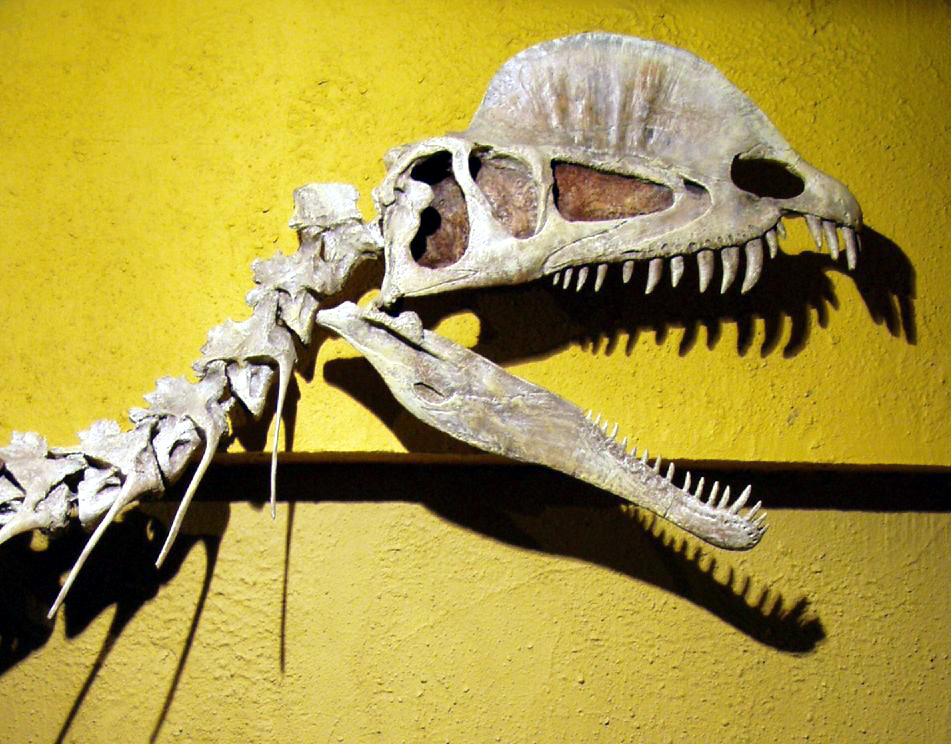
Replica del cranio e del collo di Dilophosaurus, al Royal Tyrrell Museum

I resti dell'esemplare tipo di Dilophosaurus wetherilli (UCMP 37302) e scheletro parziale UCMP 37303, sono stati recuperati nella Silty Facies, membro della Formazione Kayenta, nel nord-est dell'Arizona. I resti sono stati scoperti nel 1942 e nel 1964 dalle scisti blu e marroni depositatesi durante le fasi Sinemuriano-Pliensbachiano del Giurassico, circa 196-183 milioni di anni fa. Altri due esemplari assegnati a questo genere sono stati scoperti nella stessa formazione; uno nel 1982 (UCMP 130053) in un canale di arenaria e l'altro in un blocco di arenaria.
La Formazione Kayenta fa parte del gruppo Glen Canyon, che comprende le formazioni non solo del nord dell'Arizona, ma anche le parti del sud-est dello Utah, il Colorado occidentale e il nord-ovest del Nuovo Messico. Si compone principalmente di due facies, una dominata da deposizioni limose e l'altra dominato da arenaria. La facies limacciosa si trova in gran parte in Arizona, mentre le facies di arenaria è presente nelle aree del nord dell'Arizona, nello Utah meridionale, nel Colorado occidentale e nel nord-ovest del Nuovo Messico. La prima formazione a depositarsi è stata la facies limacciosa in quanto parte di un sistema fluviale più lento più lento. La formazione pare essersi formata quando le dune, che sarebbero diventate il Navajo Sandstone, invasero la zona. Una datazione radiometrica definitiva di questa formazione non è ancora stata fatta, e la correlazione stratigrafica disponibile si è basata su una combinazione di date radiometriche dei fossili dei vertebrati, sulla magnetostratigrafia e sulle prove del polline. È stato ipotizzato che la Formazione Kayenta si sia depositata tra il Sinemuriano e il Pliensbachiano, del periodo Giurassico, circa 196 a 183 milioni di anni fa.

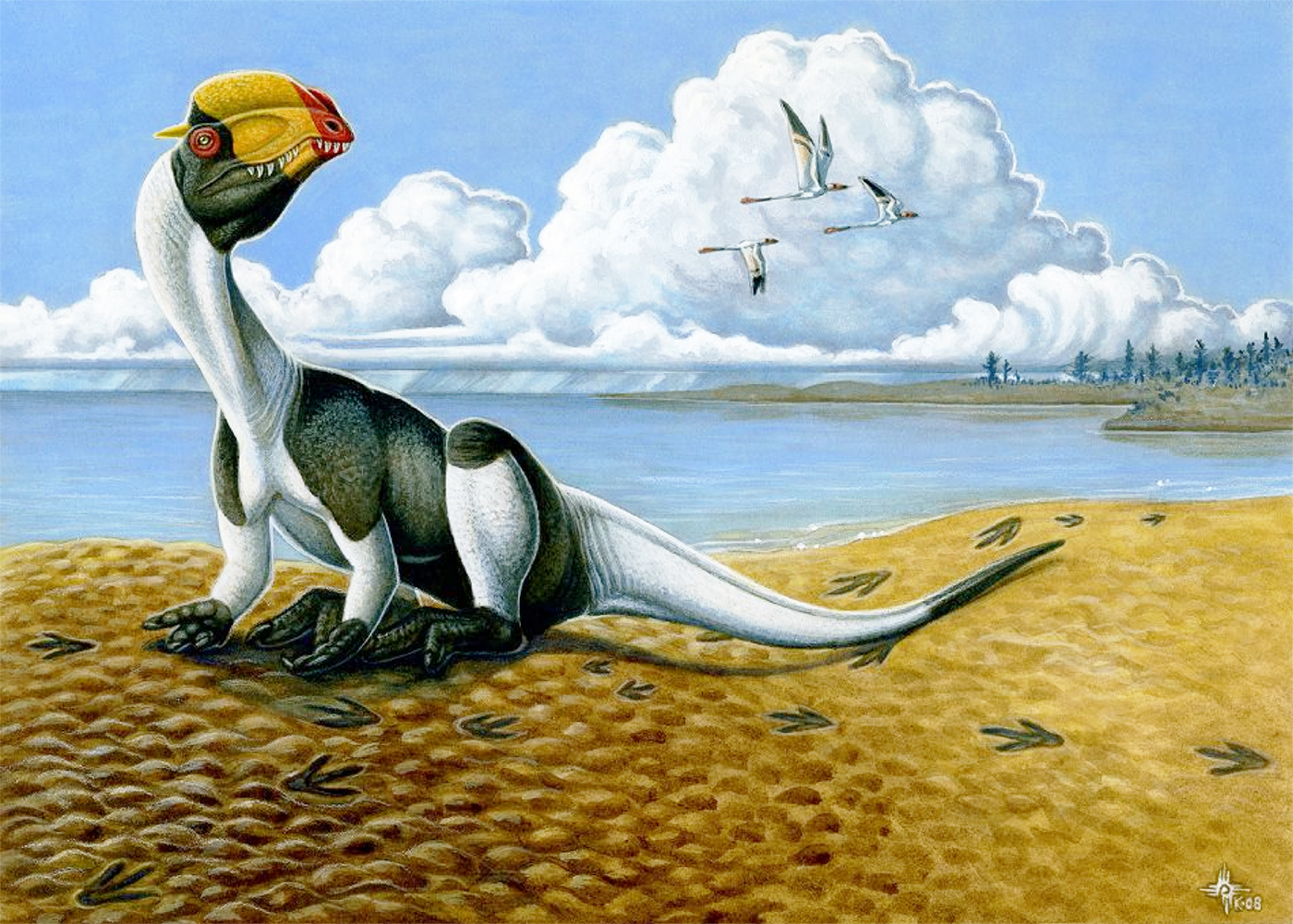
Rappresentazione di ambiente Giurassico conservato presso la St. George Dinosaur Discovery Site, alla Johnson Farm, con un D. wetherilli in una posa di riposo simile ad un uccello

La Formazione Kayenta conservava un piccolo ma crescente insieme di organismi. La maggior parte dei fossili provengono dalla facies limosa. La maggior parte degli organismi noti finora sono vertebrati. Gli organismi non-vertebrati includono la microbica o "alghe" calcari, legno pietrificato, impressioni di vegetali, bivalvi d'acqua dolce e lumache, ostracodi e tracce fossili di invertebrati.
I vertebrati sono conosciuti sia da fossili ossei sia da impronte fossili. I vertebrati noti da fossili ossei del corpo includono: squali hybodonti, indeterminati pesci ossei, dipnoi, salamandre, la rana Prosalirus, la caecilia Eocaecilia, la tartaruga Kayentachelys, un rettile sphenodonte, varie lucertole, diversi crocodylomorphi primitivi tra cui Calsoyasuchus, Eopneumatosuchus, Kayentasuchus e Protosuchus, lo pterosauro Rhamphinion e alcuni mammiferi tra cui Dinnetherium e un mammifero haramyide. Nella formazione erano presenti anche numerosi dinosauri: vi erano diversi teropodi tra cui Dilophosaurus, Kayentavenator, Coelophysis kayentakatae, e il teropode "shake N Bake "; tra gli erbivori vi erano il primitivo sauropodomorpho Sarahsaurus, un heterodontosauride e i dinosauri corazzati Scelidosaurus e Scutellosaurus. La formazione ospitava anche i sinapsidi tritylodontidi Dinnebiton, Kayentatherium e Oligokyphus. La maggior parte di questi reperti provengono dalle vicinanze di Gold Spring, in Arizona. Tracce fossili di vertebrati includono anche coproliti e tracce fossili di terapsidi.
Le esplorazioni del 1970 e del 1980 di James M. Clark, Farish Jenkins e David E. Fastovsky, la raccolta e l'analisi di William R. Downs hanno provato l'esistenza di diversi esemplari vertebrati. La Formazione Kayenta ha prodotto diversi luoghi di sepoltura di massa, tra le quali una che contiene i resti di tre taxa di coelophysoidi di diverse dimensioni del corpo, che rappresenta l'assembramento faunistico di ceratosauri meglio conosciuto.
Altri resti assegnati a Dilophosaurus sono stati recuperati negli strati superiore della Formazione Dharmaram, in Andhra Pradesh, India. I resti sono stati scoperti nel fango indurito che è stato depositato durante il Sinemuriano del Giurassico, circa 196-189 milioni di anni fa. Gli stessi sedimenti contenevano anche i fossili di un coccodrillo, un sauropodomorpho e il sauropode Lamplughsaura.

## Icnologia

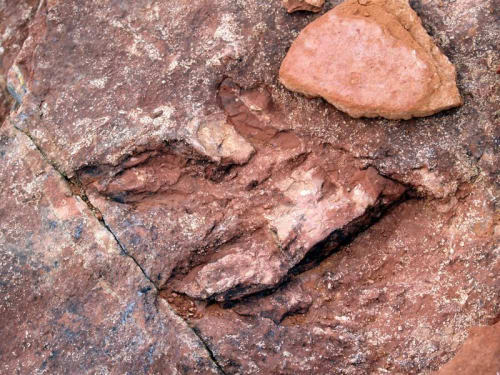
Impronta fossile assegnata a Dilophosaurus, a Red Fleet Dinosaur Tracks Park, Utah

Nella formazione Kayenta in Arizona, la stessa formazione che ha dato i campioni originali di questo genere, sono state ritrovate numerose tracce fossili classificate come Kayentapus hopii e Dilophosauripus williamsi, ma oggi normalmente attribuiti a Dilophosaurus, da Welles (1971). Questi ichnotaxa dispongono di una serie di impronte a tre dita che sono coerenti con le dimensioni e la forma dei piedi previsti per Dilophosaurus. Nel 1991 lo specialista di impronte fossili Gerard Gierlinski ha riesaminate le tracce delle montagne di Santa Croce, in Polonia, e ha rinominato le tracce come Kayentapus soltykovensis, concludendo che la forma "dilophosaur" è stato il candidato più adatto per attribuire questi ichnotaxa.
Altre impronte fossili, risalenti a 200 milioni di anni, nella roccia sedimentaria, sono state assegnate a Dilophosaurus, sono state ritrovate nella Formazione Höganäs, a Vallåkra, Svezia, nel corso del 1970. Le impronte sembrano dimostrare che questi dinosauri vivevano in piccoli gruppi. Impronte fossili assegnate a Dilophosaurus sono state scoperte anche a Sala, sempre in Svezia. Alcune impronte scoperte nella Formazione Höganäs, sono state assegnate all'ichnogenere Grallator (Eubrontes) cf. giganteus, scoperto negli strati risalente al Retico, e  Grallator (Eubrontes) soltykovensis, che sono stati scoperti negli strati risalenti all'Hettangiano. Alcune delle piste di impronte sono state portati nei musei, ma la maggior parte sono purtroppo scomparse a causa di inondazioni naturali. Nel 1994 Gierlinski e Ahlberg assegnarono queste tracce, dalla formazione Hoganas, in Svezia, a Dilophosaurus.

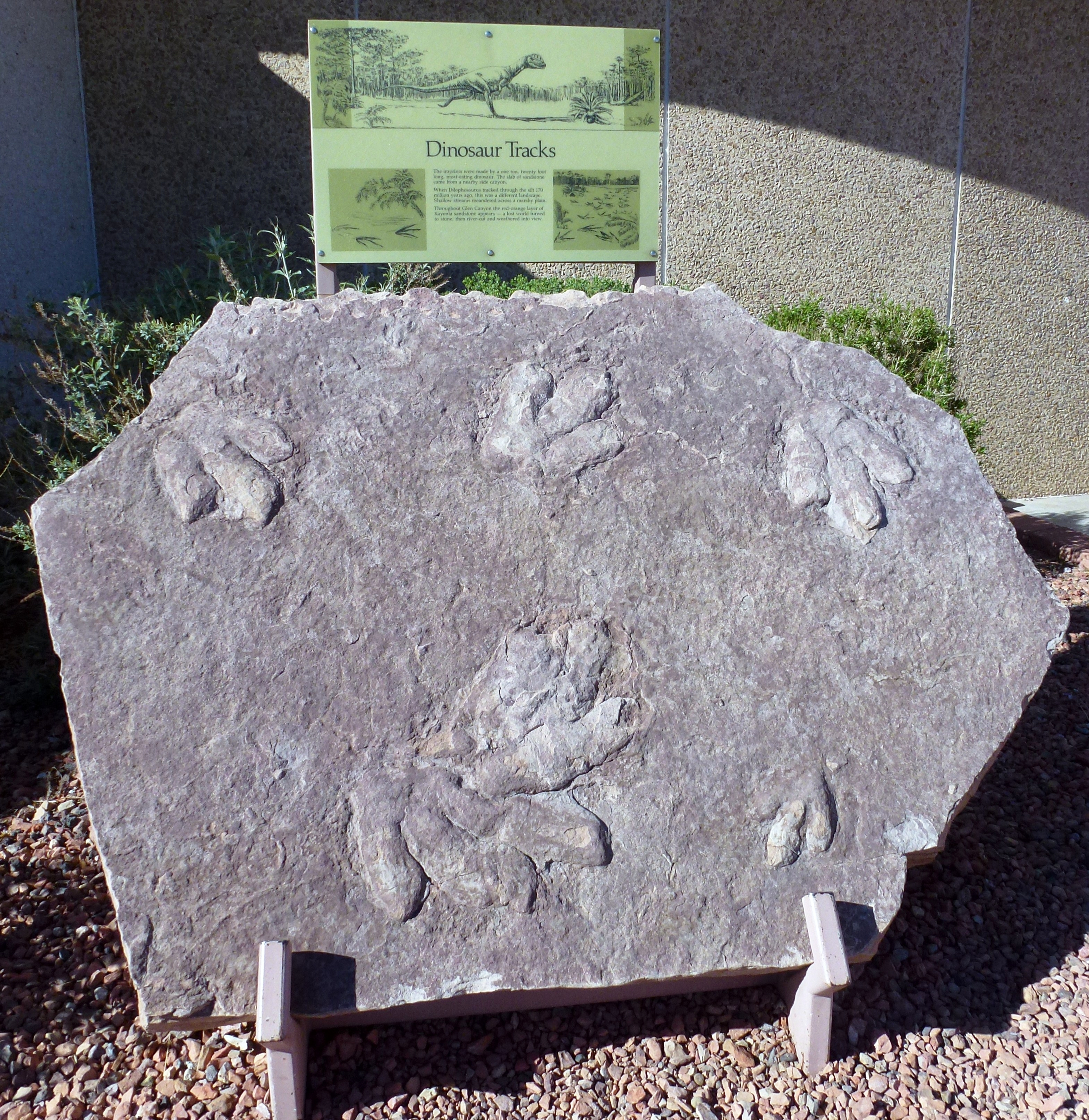
Tracce di impronte fossili assegnate a Dilophosaurus, a Glen Canyon National Recreation Area, USA

Gierlinski (1996) ha osservato alcune tracce piuttosto insolite associate ad una pista esemplare, della collezione presso il Museo Pratt, ad Amherst (Stati Uniti). Il campione AC 1/7 rappresenta le tracce di un "dinosauro seduto", realizzato quando un dinosauro ha appoggiato il suo corpo a terra, lasciando l'impressione della pancia tra una coppia di impronte di piedi. Alcune tracce associate ad AC 1/7 sono stati interpretati da Gierlinski come delle impronte di piume, suggerendo che il Dilophosaurus fosse un dinosauro piumato. Tuttavia, un'ulteriore analisi ha dimostrato, che le linee che sembravano piume erano in realtà solo crepe di fango dove l'animale si adagiò. Anche se questo non esclude la possibilità che il Dilophosaurus fosse ricoperto anche solo in parte da piume, non vi è alcuna prova a sostegno di ciò, il che la rende solo una speculazione.
Le tracce fossili di Eubrontes e Gigandipus, dal Connecticut River Valley, ritrovate sia in Connecticut sia nel Massachusetts, sono state spesso attribuite a Dilophosaurus, sebbene non siano mai stati ritrovati resti ossei fossili di Dilophosaurus, associati con le impronte. Le dimensioni e la forma suggeriscono che sono state fatte da un teropode lunga circa 6 metri (20 piedi), simile alla taglia di Dilophosaurus, suggerendo le impronte appartengano a Dilophosaurus o un parente stretto. Due impronte simili, chiamate Anchisauripus e Grallator, sempre ritrovate nella Connecticut River Valley, sono state spesso attribuite a Dilophosaurus o ad un suo parente più piccolo, come Podokesaurus e Coelophysis.

## Nella cultura di massa

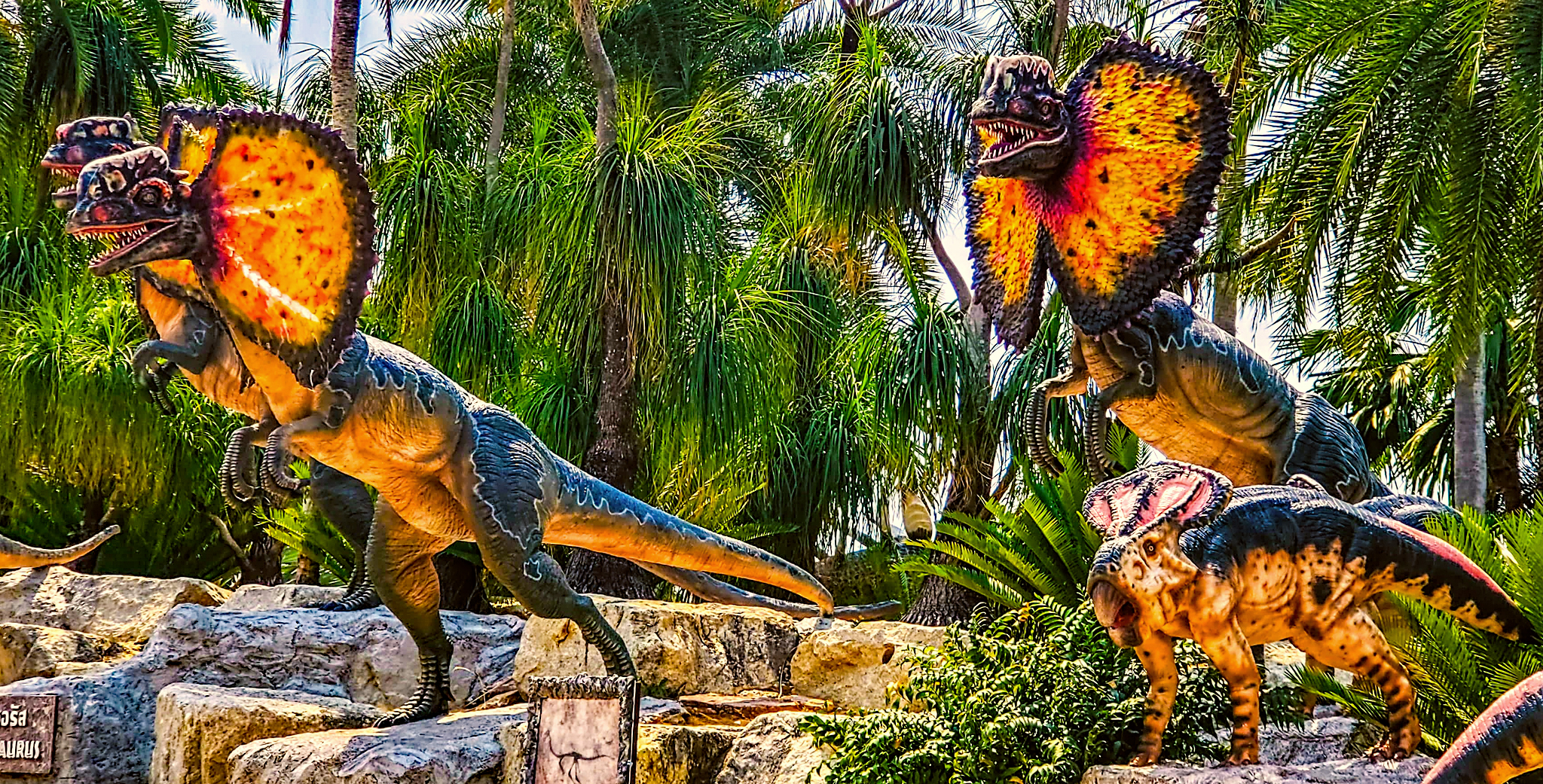
Modelli di Dilophosaurus come appaiono in Jurassic Park, si può notare il collare al collo e il posizionamento degli arti anteriori inaccurato

Il Dilophosaurus deve la sua fama alla sua apparizione nel romanzo di Michael Crichton Jurassic Park (1990) e nel suo adattamento cinematografico (1993). Tuttavia il Dilophosaurus del film e del romanzo è notevolmente diverso: nel libro, infatti, ha la capacità di sputare veleno alle vittime, accecandole (se colpite agli occhi) o paralizzandole (molto simile a un cobra sputatore); nel film, oltre ad essere velenoso, possiede anche un collare di pelle retrattile intorno al collo (molto simile a quello del clamidosauro). È responsabile della morte di Dennis Nedry, attaccandolo mentre questi tentava di lasciare Isla Nublar. Nel film, Steven Spielberg ha inoltre ridotto notevolmente le dimensioni del Dilophosaurus a 3 piedi (0,91 metri) di altezza e 5 metri (16 piedi) di lunghezza, al fine di evitare confusioni con il Velociraptor del film. Nonostante il grande successo che ebbe questa ricostruzione, non ci sono prove che sostengano la presenza di un collare di pelle o di uno sputo velenoso, che sono state riconosciute da Crichton come licenza creativa. Lo stesso Crichton, nel romanzo, spiega che nemmeno i biologi del Parco hanno mai sospettato che il Dilophosaurus fosse velenoso fino a quando non sono stati osservati degli esemplari dare la caccia a dei ratti mordendoli e aspettando che il veleno facesse effetto.
Oltre Jurassic Park, il Dilophosaurus compare anche in Jurassic World (2015), quarto capitolo della saga; appare per pochi secondi nel centro turistico ed è riprodotto come un ologramma al fine di distrarre un raptor che braccava i protagonisti ed infine fisicamente nel film Jurassic World - Il dominio (2022), sesto capitolo della saga; appare per la prima volta accanto a Claire Dearing nel tentativo di attaccarla, ma viene fermato e spaventato da Owen Grady, compare una seconda volta con un gruppo di tre esemplari che attacca e uccide Lewis Dodgson l'antagonista del film. Prima di Il dominio un gruppetto di Dilophosaurus apparve alla fine dell’ultimo episodio della quarta stagione della serie Jurassic World - Nuove avventure, in cui si poteva evincere che sarebbe stato più frequentemente nella stagione successiva; nella quinta (ed ultima stagione della serie) appaiono più volte esemplari di Dilophosaurus: alcuni su Isla Nublar dove incontrano e provano ad attaccare Lewis Dodgson e alcuni membri giunti lì per esplorare la zona che sono entrati nel loro territorio, qui Dodgson trova e recupera la bomboletta Spray di Dennis Nedry del primo film; altri sull’isola della Mantah Corp dove attaccano il gruppo dei campeggiatori, una volta Ben, Yaz e Sammy salvano e riportano nel suo habitat un Nothosaurus ma nel mentre vengono attaccati da uno dei Dilophosaurus che viene però ucciso e trascinato nelle profondità di un fiume per essere divorato dal Nothosaurus. Ricomparirà anche nel film Jurassic World - La rinascita (2025).